# Coupe du Maroc de football 2002-2003
 (avril 2024).
Si vous disposez d'ouvrages ou d'articles de référence ou si vous connaissez des sites web de qualité traitant du thème abordé ici, merci de compléter l'article en donnant les références utiles à sa vérifiabilité et en les liant à la section « Notes et références ».
Navigation
Édition précédente Édition suivante
La saison 2002-2003 de la Coupe du Trône est la quarante-septième édition de la compétition. 
Les FAR de Rabat remportent la coupe au détriment du Wydad Athletic Club sur le score de 1-0 au cours d'une finale jouée dans le Stade Moulay Abdallah à Rabat. Les FAR de Rabat remporte ainsi cette compétition pur la septième fois de leur histoire.

## Quarts de finale
| Équipe 1            | Équipe 2            | Résultat |
| Kawkab de Marrakech | FAR de Rabat        | 0 - 1    |
| Wydad de Casablanca | CODM de Meknès      | 3 - 1    |
| Raja de Casablanca  | Jeunesse El Massira | 3 - 2    |
| Rachad Bernoussi    | OC Khouribga        | 0 - 1    |

## Demi-Finale
| Coupe du Trône : Demi-Finale | FAR de Rabat         | 1 - 0 | Olympique de Khouribga | Complexe Sportif Moulay Abdallah, Rabat |  |
| 24 septembre 2003            | Jaouad Ouaddouch 72e |       |                        |                                         |  |

| Coupe du Trône : Demi-Finale | Wydad Athletic Club           | 1 - 1   | Raja Club Athletic      | Stade Mohamed V, Casablanca |  |
| 11 octobre 2003              | Mohammed Benchrifa 75e (pen.) |         | 21e Moussa Souleiman    |                             |  |
| 11 octobre 2003              | Youness Zerrouk 88e           | Rapport | 100e Moussa Souleiman · |                             |  |
| 11 octobre 2003              | Tirs au but 12 - 11           |         |                         |                             |  |

## Finale
| Équipes             | FAR de Rabat - Wydad AC                         |
| Score               | 1-0                                             |
| Date                | 11 janvier 2004                                 |
| Stade               | Stade Moulay Abdallah, Rabat 67 000 spectateurs |
| Arbitre             | Said Tahiri                                     |
| Buts                | Hafid Abdessadak 5'                             |
| FAR de Rabat        | -                                               |
| Wydad de Casablanca | -                                               |